# Demi-Quartier
Demi-Quartier ist eine französische Gemeinde im Département Haute-Savoie in der Region Auvergne-Rhône-Alpes.

## Geographie
Demi-Quartier liegt auf 1054 m, nordöstlich von Megève, etwa 55 Kilometer südöstlich der Stadt Genf (Luftlinie). Die Streusiedlungsgemeinde erstreckt sich in einem kurzen linken Seitental der Arve am Aufstieg nach Megève, in den Savoyer Alpen am Fuß des Mont d’Arbois.
Die Fläche des 8,90 km² großen Gemeindegebiets umfasst einen Abschnitt der Savoyer Alpen. Das Hauptsiedlungsgebiet liegt in der offenen Talsenke von Megève, die von Südwesten nach Nordosten ausgerichtet ist und zur Arve entwässert wird. Auf beiden Seiten wird die Talsenke von sanft geneigten Hängen flankiert, die (sofern nicht bebaut) teils mit Wiesen, teils mit Wald bestanden sind. Nach Westen erstreckt sich das Gemeindeareal auf die Höhe von Croix des Salles (bis 1700 m), nach Osten an die Hänge des Mont d’Arbois, an dem mit 1780 m die höchste Erhebung von Demi-Quartier erreicht wird. 
Zu Demi-Quartier, das keinen eigentlichen Ortskern besitzt, gehören verschiedene Weiler- und Feriensiedlungen sowie Einzelhöfe, darunter:
- Vauvray (1180 m) am Ostabhang von Croix des Salles
- Petit Bois (1100 m) am Fuß des Mont d’Arbois
- Les Choseaux (1215 m) am Westhang des Mont d’Arbois
- ein Teil von Ormaret (1125 m) am Ostabhang des Croix des Salles

Nachbargemeinden von Demi-Quartier sind Combloux im Norden, Saint-Gervais-les-Bains im Osten sowie Megève im Süden.

## Sehenswürdigkeiten
Demi-Quartier besitzt keine Dorfkirche, jedoch steht in jedem Weiler eine Kapelle. Die älteste ist jene von Ormaret, die 1495 erbaut wurde.

## Bevölkerung
| Jahr                       | 1962 | 1968 | 1975 | 1982 | 1990 | 1999 | 2005 |
| Einwohner                  | 463  | 505  | 687  | 794  | 866  | 1029 | 1034 |
| Quellen: Cassini und INSEE |      |      |      |      |      |      |      |

Mit 803 Einwohnern (Stand 1. Januar 2022) gehört Demi-Quartier zu den kleineren Gemeinden des Département Haute-Savoie. Seit Beginn der 1970er Jahre wurde dank der attraktiven Wohnlage eine deutliche Bevölkerungszunahme verzeichnet. Heute ist das Siedlungsgebiet von Demi-Quartier mit demjenigen von Megève zusammengewachsen.

## Wirtschaft und Infrastruktur
Demi-Quartier war bis weit ins 20. Jahrhundert hinein ein vorwiegend durch die Landwirtschaft geprägtes Dorf. Heute gibt es verschiedene Betriebe des Kleingewerbes. Viele Erwerbstätige sind Wegpendler, die in den größeren Ortschaften der Umgebung, vor allem in Sallanches und Cluses, ihrer Arbeit nachgehen. In den letzten Jahrzehnten hat sich Demi-Quartier dank seiner Nähe zu Megève zu einem Ferienort entwickelt.
Die Ortschaft ist verkehrsmäßig gut erschlossen. Sie liegt an der Hauptstraße N212, die von Sallanches via Megève nach Albertville führt. Eine weitere Straßenverbindung besteht mit Saint-Gervais-les-Bains. Der nächste Anschluss an die Autobahn A40 befindet sich in einer Entfernung von rund elf km.